# 江端町 (大府市)
江端町（えばたちょう）は、愛知県大府市の地名。

## 地理

### 河川
- 鞍流瀬川

## 歴史

### 人口の変遷
国勢調査による人口および世帯数の推移。
| 1995年（平成7年）  | 726世帯 2140人  |  |
| 2000年（平成12年） | 878世帯 2525人  |  |
| 2005年（平成17年） | 986世帯 2657人  |  |
| 2010年（平成22年） | 1141世帯 2876人 |  |
| 2015年（平成27年） | 1239世帯 3078人 |  |
| 2020年（令和2年）  | 1306世帯 3110人 |  |

## 施設
- 豊田自動織機大府工場
- 人間環境大学大府キャンパス
- 知多信用金庫大府支店
- 大府市立石ヶ瀬小学校
- 石ヶ瀬会館
- 大府市保健センター
- 大府市立柊山保育園
- フィールキャンパス
- 江端公園
- みどり公園

### WEB
1. ↑  “愛知県大府市の町丁・字一覧”.   人口統計ラボ. 2024年2月15日閲覧。
2. 1 2  総務省統計局 (2022年2月10日). “令和2年国勢調査の調査結果(e-Stat) - 男女別人口，外国人人口及び世帯数－町丁・字等” (CSV). 2023年8月2日閲覧。
3. 1 2  “愛知県大府市の郵便番号一覧”.   日本郵便. 2024年2月15日閲覧。
4. ↑  “市外局番の一覧” (PDF).   総務省 (2022年3月1日). 2022年3月22日閲覧。
5. ↑  “ナンバープレートについて”.   一般社団法人愛知県自動車会議所. 2024年1月21日閲覧。
6. ↑  総務省統計局 (2014年3月28日). “平成7年国勢調査の調査結果(e-Stat) - 男女別人口及び世帯数 －町丁・字等” (CSV). 2021年7月20日閲覧。
7. ↑  総務省統計局 (2014年5月30日). “平成12年国勢調査の調査結果(e-Stat) - 男女別人口及び世帯数 －町丁・字等” (CSV). 2021年7月20日閲覧。
8. ↑  総務省統計局 (2014年6月27日). “平成17年国勢調査の調査結果(e-Stat) - 男女別人口及び世帯数 －町丁・字等” (CSV). 2021年7月21日閲覧。
9. ↑  総務省統計局 (2012年1月20日). “平成22年国勢調査の調査結果(e-Stat) - 男女別人口及び世帯数 －町丁・字等” (CSV). 2021年7月21日閲覧。
10. ↑  総務省統計局 (2017年1月27日). “平成27年国勢調査の調査結果(e-Stat) - 男女別人口及び世帯数 －町丁・字等” (CSV). 2021年7月21日閲覧。